# Ryan Kesler
Ryan James Kesler (* 31. srpna 1984, Livonia, Michigan, USA) je bývalý americký hokejový útočník, který odehrál přes tisíc utkání v severoamerické lize NHL za kluby Vancouver Canucks a Anaheim Ducks.

## Kariéra
V červnu 2000 byl vybrán v draftu OHL týmem Brampton Battalion, ale rozhodl se do Kanady neodejít a hrál v Americkém rozvojovém programu poblíž domova. Ve 131 zápasech si připsal 99 kanadských bodů. Poté odešel hrát univerzitní ligu Central Collegiate Hockey Association za Ohio State University a v sezóně 2002-03 byl jmenován do All-Rookie Týmu soutěže. V draftu NHL 2003 byl vybrán na celkově 23. místě týmem Vancouver Canucks a pouhé dva měsíce poté s ním podepsal nováčkovskou smlouvu na tři roky za 825 000 USD (asi 17 000 000 Kč). Svojí profesionální kariéru začal v nižší severoamerické lize American Hockey League za tým Manitoba Moose, což byl farmářský tým Vancouveru Canucks. V NHL debutoval 24. listopadu 2003 v zápase proti Torontu Maple Leafs. Během celé sezóny se střídavě stěhoval mezi Vancouverem a jeho farmářským týmem Manitobou. Vzhledem k tomu, že sezóna 2004-05 byla v NHL zrušena, tak strávil celou sezónu v Manitobě a v polovině sezóny hrál na AHL All-Star Classic a po sezóně byl vyhlášen nejužitečnějším hráčem týmu. Před sezónou 2006-07 se stal omezeně volným hráčem a Philadelphia Flyers mu nabídli smlouvu, kterou Canucks přeplatili a s Keslerem podepsali jednoletou smlouvu. Po 48 zápasech sezóny 2006-07 se zranil a vrátil se až před playoff, ale v zápase s Dallasem Stars si při blokování střely zlomil prst a musel vynechat zbytek sezóny. V květnu 2007 s Canucks prodloužil smlouvu o další tři roky.

## Úspěchy

### Individuální úspěchy
- Nejužitečnější hráč MS do 18 let - 2002
- CCHA All-Rookie Team - 2002-03
- AHL All-Star Classic - 2005
- NHL All-Star Game - 2011
- Frank J. Selke Trophy - 2011

### Kolektivní úspěchy
- Zlatá medaile na MS do 18 let - 2002
- Zlatá medaile na MSJ - 2004
- Stříbrná medaile na ZOH - 2010

## Klubové statistiky
| Sezona     | Klub                                 | Soutěž     | Základní část | Základní část | Základní část | Základní část | Základní část | Play off | Play off | Play off | Play off | Play off |
| Sezona     | Klub                                 | Soutěž     | Z             | G             | A             | B             | TM            | Z        | G        | A        | B        | TM       |
| ---------- | ------------------------------------ | ---------- | ------------- | ------------- | ------------- | ------------- | ------------- | -------- | -------- | -------- | -------- | -------- |
| 2000–01    | US National Team Development Program | U-18       | 26            | 8             | 20            | 28            | 24            | –        | –        | –        | –        | –        |
| 2000–01    | US National Team Development Program | NAHL       | 56            | 7             | 21            | 28            | 40            | –        | –        | –        | –        | –        |
| 2001–02    | US National Team Development Program | U-18       | 46            | 11            | 33            | 44            | 23            | –        | –        | –        | –        | –        |
| 2001–02    | US National Team Development Program | USHL       | 13            | 5             | 5             | 10            | 10            | –        | –        | –        | –        | –        |
| 2001–02    | US National Team Development Program | NAHL       | 10            | 5             | 6             | 11            | 4             | –        | –        | –        | –        | –        |
| 2002–03    | Ohio State University                | CCHA       | 40            | 11            | 20            | 31            | 44            | –        | –        | –        | –        | –        |
| 2003–04    | Manitoba Moose                       | AHL        | 33            | 3             | 8             | 11            | 29            | –        | –        | –        | –        | –        |
| 2003–04    | Vancouver Canucks                    | NHL        | 28            | 2             | 3             | 5             | 16            | –        | –        | –        | –        | –        |
| 2004–05    | Manitoba Moose                       | AHL        | 78            | 30            | 27            | 57            | 105           | 14       | 4        | 5        | 9        | 8        |
| 2005–06    | Vancouver Canucks                    | NHL        | 82            | 10            | 13            | 23            | 79            | –        | –        | –        | –        | –        |
| 2006–07    | Vancouver Canucks                    | NHL        | 48            | 6             | 10            | 16            | 40            | 1        | 0        | 0        | 0        | 0        |
| 2007–08    | Vancouver Canucks                    | NHL        | 80            | 21            | 16            | 37            | 79            | –        | –        | –        | –        | –        |
| 2008–09    | Vancouver Canucks                    | NHL        | 82            | 26            | 33            | 59            | 61            | 10       | 2        | 2        | 4        | 14       |
| 2009–10    | Vancouver Canucks                    | NHL        | 82            | 25            | 50            | 75            | 104           | 12       | 1        | 9        | 10       | 4        |
| 2010–11    | Vancouver Canucks                    | NHL        | 82            | 41            | 32            | 73            | 66            | 25       | 7        | 12       | 19       | 47       |
| 2011–12    | Vancouver Canucks                    | NHL        | 77            | 22            | 27            | 49            | 56            | 5        | 0        | 3        | 3        | 6        |
| 2012–13    | Vancouver Canucks                    | NHL        | 17            | 4             | 9             | 13            | 12            | 4        | 2        | 0        | 2        | 0        |
| 2013–14    | Vancouver Canucks                    | NHL        | 77            | 25            | 18            | 43            | 81            | –        | –        | –        | –        | –        |
| 2014–15    | Anaheim Ducks                        | NHL        | 81            | 20            | 27            | 47            | 75            | 16       | 7        | 6        | 13       | 24       |
| 2015–16    | Anaheim Ducks                        | NHL        | 79            | 21            | 32            | 53            | 78            | 7        | 4        | 0        | 4        | 0        |
| 2016/17    | Anaheim Ducks                        | NHL        | 82            | 22            | 36            | 58            | 83            | 17       | 1        | 7        | 8        | 32       |
| 2017/18    | Anaheim Ducks                        | NHL        | 44            | 8             | 6             | 14            | 46            | 4        | 0        | 2        | 2        | 6        |
| 2018/19    | Anaheim Ducks                        | NHL        | 60            | 5             | 3             | 8             | 44            | -        | -        | -        | -        | -        |
| AHL celkem | AHL celkem                           | AHL celkem | 111           | 33            | 35            | 68            | 134           | 14       | 4        | 5        | 9        | 8        |
| NHL celkem | NHL celkem                           | NHL celkem | 1001          | 258           | 315           | 573           | 920           | 101      | 24       | 41       | 65       | 133      |

### Reprezentační statistiky
| 2002                   | USA 18'                | MS 18'                 | 8  | 2 | 5 | 7  | 4  |
| 2003                   | USA 20'                | MSJ                    | 7  | 3 | 4 | 7  | 6  |
| 2004                   | USA 20'                | MSJ                    | 6  | 3 | 0 | 3  | 6  |
| 2006                   | USA                    | MS                     | 7  | 0 | 1 | 1  | 0  |
| 2010                   | USA                    | ZOH                    | 6  | 2 | 0 | 2  | 2  |
| 2014                   | USA                    | ZOH                    | 6  | 1 | 3 | 4  | 0  |
| 2016                   | USA                    | SP                     | 3  | 0 | 0 | 0  | 4  |
| Juniorská reprezentace | Juniorská reprezentace | Juniorská reprezentace | 21 | 8 | 9 | 17 | 16 |
| Seniorská reprezentace | Seniorská reprezentace | Seniorská reprezentace | 22 | 3 | 4 | 7  | 6  |